# 伊勢佐木町東映
伊勢佐木町東映（いせざきちょうとうえい）は、かつて神奈川県横浜市中区伊勢佐木町に所在していた東映系列の映画館である。

## 歴史
- 伊勢佐木町に所在していた寄席「朝日座」を当時の吉本興業東京支社が買収し、1922年5月、同社の経営による劇場「横浜花月劇場」（よこはまかげつげきじょう）として開業。神奈川県内における吉本の拠点劇場として寄席・演芸の興行を行ってきたが、1945年に発生した東京大空襲の影響により休業を余儀なくされる。戦後、1946年に横浜花月劇場は「横浜グランド劇場」に改称して洋画上映館となった。のち東映が買収し、東映封切館となった。
- 1972年、横浜花月跡地に鉄骨鉄筋コンクリート造の4階建て商業ビル「横浜東映会館」を開業。同ビルの2階に東映の封切館「伊勢佐木町東映」が入居した。1994年には隣接していたゲームセンター跡地にビデオ上映のミニシアター「伊勢佐木町東映2」を新設し、2館体制となった。
- しかし、市内や近隣都市にシネマコンプレックスが相次いで開業して以降、劇場の運営に陰りが見え始め、2005年9月30日に東映2が閉館。残った東映も2006年8月4日、『バルトの楽園』の上映を最後に閉館し、34年間の歴史に幕を閉じた[1]。その後、2010年3月19日にTOCみなとみらい（現・ヒューリックみなとみらい）内に開業したシネコン「横浜ブルク13」[2]まで3年7ヵ月間、横浜市内に東映系列映画館は存在しなかった。
- 跡地は韓国系企業のBANDOJAPANが2007年に取得。パチンコ店が立地している。

## 劇場の特徴
伊勢佐木町東映
- 定員369人。東映の作品を主に上映。1ヶ月に1作品の割合で新作が上映されていた。

伊勢佐木町東映2
- 定員37人。前述の通りゲームセンター跡地を改修した映画館であるため、ビデオプロジェクターを使用しムーブオーバー作品を上映していた。